# Харитонова, Марта Николаевна
Марта Николаевна Харитонова (род. 26 сентября 1984 года) - мастер спорта России международного класса (гребной слалом, байдарка-одиночка).

## Карьера
Гребным слаломом занимается с 16 лет, тренировалась у Валентина Павловича Лютвинского, а после его смерти продолжила заниматься у Сергея Евдокимовича Герция и Натальи Сергеевны Роговой. Тренируется в клубе «Стрела».
Чемпионка России (2007-2010, 2012-2015 - лично; 2007, 2011-2014 - команда). Серебряный (2011 - лично; 2006, 2008-2010, 2012 - команда) и бронзовый (2006 - лично; 2015 - команда) призёр чемпионатов России. Первая в истории российского гребного слалома двукратный призёр этапов розыгрыша Кубка мира, финалистка Олимпийских игр в Лондоне в классе К1W.
На Олимпиаде 2012 года была девятой.
На Олимпиаде 2016 года стала 15-й и не вышла в финал.